# Publius Servilius Isauricus
Publius Servilius Isauricus (ca. 94 v.Chr. - ?) was een Romeins politicus. In 48 v.Chr. was hij consul, samen met Julius Caesar en opnieuw in 41 v.Chr., met Lucius Antonius.
Publius Servilius Isauricus was de zoon van Publius Servilius Vatia, die in 79 v.Chr. consul was. Waarschijnlijk in 61 v.Chr. bekleedde Servilius Isauricus het ambt van quaestor en in 54 v.Chr. was hij praetor.
Van 46 tot 44 v.Chr. was hij proconsul van de provincie Asia.